# Chondrodesmus mimus
Chondrodesmus mimus är en mångfotingart som beskrevs av Chamberlin 1941. Chondrodesmus mimus ingår i släktet Chondrodesmus och familjen Chelodesmidae. Inga underarter finns listade i Catalogue of Life.